# Südhafen Spandau
Der Südhafen Spandau ist ein Binnenhafen an der Havel im Berliner Bezirk Spandau. Er besteht aus einem gelegentlich genutzten Oberhafen nördlich der Schulenburgbrücke und einem Unterhafen südlich der Brücke, der regelmäßig in Betrieb ist.

## Beschreibung

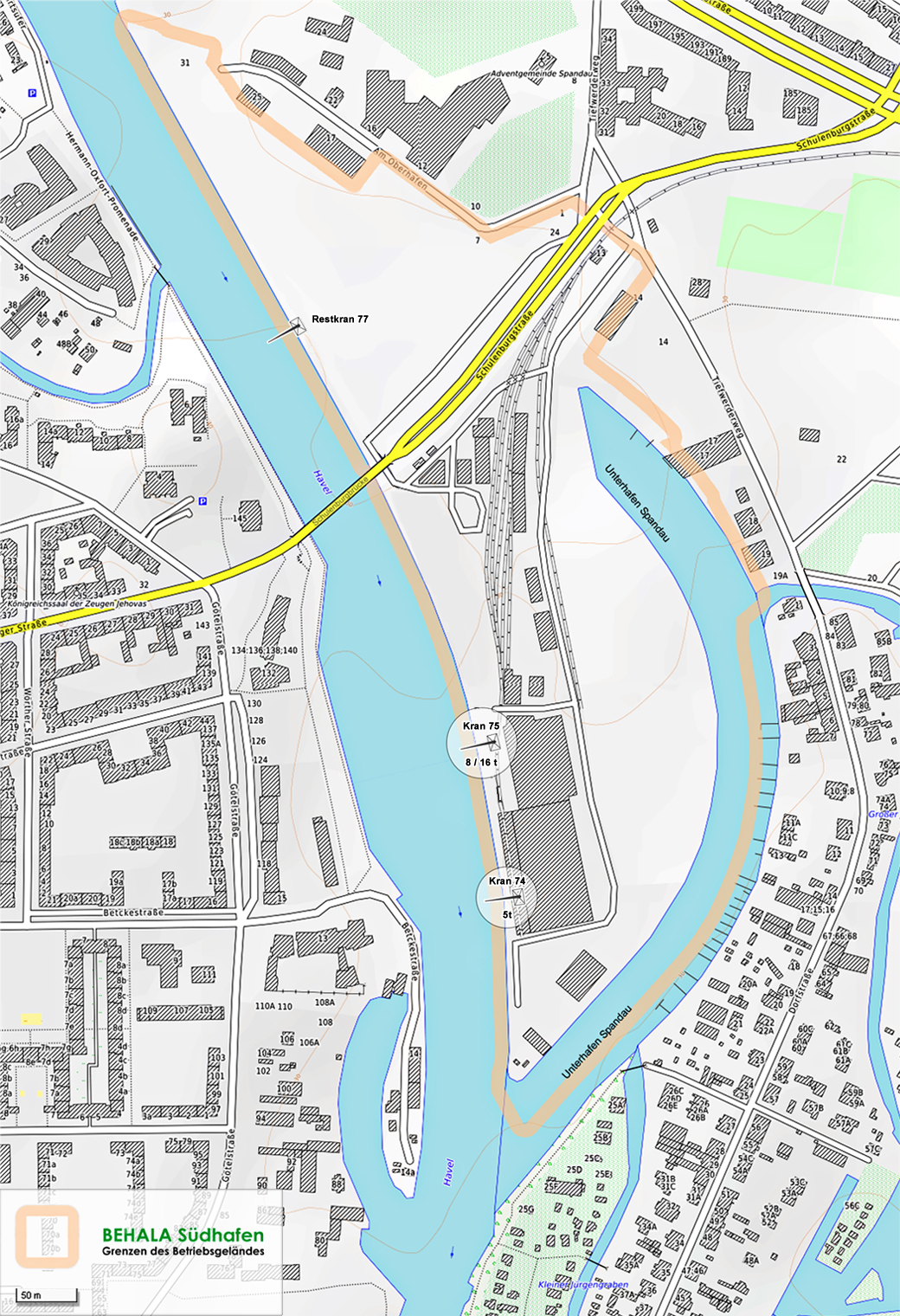
Übersicht

Der Südhafen Spandau ist eine umlaufend gespundete Halbinsel in der Havel und hat eine Landfläche von 146.959 m². Er gliedert sich in einen Unterhafen von 101.369 m², der aktuell zum Umschlag von Gütern genutzt wird, und einen Oberhafen von 45.590 m², der meist brachliegt. Zwischen den beiden Teilen des Hafens verläuft auf einem Damm die Schulenburgstraße. Zum Hafengelände gehören außerdem 26.222 m² Wasserfläche des Havelaltarms. Im Bereich des Unterhafens befindet sich ein rund zwei Kilometer langes Gleisnetz, betrieben von der Industriebahn-Gesellschaft Berlin. Im Unterhafen sind zwei Hafenkräne in Betrieb, im Oberhafen steht der Überrest eines dritten Krans.
Ausgehend vom Frachtaufkommen ist der Südhafen der zweitgrößte öffentliche Hafen Berlins, nach dem Westhafen. Dies sind auch die beiden Häfen, die in Berlin für den trimodalen Verkehr mit Anbindung an Schiene und Straße geeignet sind. Betreiber ist die landeseigene Berliner Hafen- und Lagerhausgesellschaft (BEHALA).

## Geschichte
Die damalige Stadt Spandau baute mit Unterstützung des preußischen Staates zwischen 1906 und 1911 den Südhafen am Tiefwerder aus. Im Zusammenhang mit dem Ausbau des Großschifffahrtsweges Berlin–Stettin und der Schleuse Spandau ließ man hier die Havel begradigen, sodass zwischen dem Havelaltarm und dem regulierten Fluss eine hochwasserfreie Insel entstand. Die Hafenanlagen auf der Insel wurden mit einem aufgeschütteten Damm, der heutigen Schulenburgstraße, an die 1909 fertiggestellte Schulenburgbrücke und den Stresow angebunden. Es wurde ein Bahnanschluss errichtet, der die Hafenanlagen mit dem Güterbahnhof in Ruhleben verbindet. Bei seiner Eröffnung am 1. Juni 1911 war der Südhafen der erste Hafen der Region mit Gleisanschluss.
Umgeschlagen wurden in den ersten Jahren hauptsächlich englische Gaskohle aus Hamburg, Walzeisen, Baustoffe und Zuckerrüben. Der Binnenhafen verlor schnell an Bedeutung, wie auch der Spandauer Nordhafen, da man der Konkurrenz des Berliner Westhafens nicht gewachsen war.
Im Jahr 1933 wurde der Havelaltarm nördlich der Schulenburgstraße zugeschüttet. Der verbliebene Teil südlich der Schulenburgstraße wird als Unterhafen Spandau bezeichnet.
Ab 1924 befand sich im Südhafen die Eisen- und Metallhandlung Max Heimann, die 1939 als jüdischer Gewerbebetrieb liquidiert wurde.
Nach dem Zweiten Weltkrieg wurden die Lagerkapazitäten für flüssige Mineralölprodukte erheblich ausgebaut auf ca. 40 Hoch- und 60 Erdtanks. In diesem Zusammenhang wurde um 1980 ein zusätzlicher Tankschiffliegehafen gegenüber dem Unterhafen am Westufer der Havel errichtet.
Im Zusammenhang mit dem Umschlag von Mineralölprodukten wurde das Hafengelände stark kontaminiert. Nach 1990 baute die BEHALA Hoch- und Erdtanks, Gebäude und Versiegelungen teilweise zurück und sanierte die beschädigten Flächen. Der Tankschiffliegehafen wird seitdem als Liegestelle für Gefahrguttransporte genutzt.

## Entwicklung des Frachtaufkommens
Der Südhafen ist heute ein Güterverkehrssubzentrum, in dem Fracht auch zwischen Bahn und Lkw umgeladen wird. Seit 1999 ist der jährliche Güterumschlag von 1,7 Millionen Tonnen auf heute rund 500.000 Tonnen zurückgegangen. Nach dem Westhafen bleibt der Südhafen heute trotzdem einer der beiden mit Abstand führenden Standorte Berlins für den Güterumschlag. Eine Statistik des Berliner Senats zeigt die Verteilung der Fracht auf die Verkehrsmittel in 1000 Tonnen in den Jahren 2011–2015:
| Jahr | Schiff | Bahn | Lkw | Gesamt |
| ---- | ------ | ---- | --- | ------ |
| 2011 | 092    | 171  | 260 | 523    |
| 2012 | 115    | 179  | 303 | 579    |
| 2013 | 096    | 159  | 279 | 534    |
| 2014 | 153    | 129  | 233 | 515    |
| 2015 | 091    | 122  | 225 | 438    |

Per Schiff beförderte Güter werden im Südhafen ganz überwiegend abgeladen. Bei den Gütern überwiegt die Kategorie Erze, Steine, Erden u. ä., vor allem sind dies Zuschlagstoffe für das Beton-Mischwerk am Unterhafen. Hinzu kommen chemische Erzeugnisse, sowie Papier- und Forstprodukte, beispielsweise Papierrollen für die Spandauer Zeitungsdruckerei der Axel Springer SE. Eine Übersicht über das Gesamt-Frachtaufkommen per Schiff der letzten Jahre in 1000 Tonnen, nach Angaben des Amtes für Statistik Berlin-Brandenburg:
| Jahr | Kohle, rohes Erdöl und Erdgas | Erze, Steine und Erden u. ä. | Holzwaren, Papier, Pappe, Druckerzeugnisse | Chemische Erzeugnisse etc. | Sonstige Mineralerzeugnisse | Sekundärrohstoffe, Abfälle | Gesamt |
| ---- | ----------------------------- | ---------------------------- | ------------------------------------------ | -------------------------- | --------------------------- | -------------------------- | ------ |
| 2010 | –                             | 102                          | –                                          | –                          | –                           | –                          | 102    |
| 2011 | –                             | 075                          | 02                                         | 4                          | 01                          | 03                         | 085    |
| 2012 | –                             | 103                          | 01                                         | 9                          | –                           | –                          | 113    |
| 2013 | –                             | 088                          | 01                                         | 3                          | –                           | –                          | 092    |
| 2014 | 32                            | 082                          | 30                                         | 9                          | –                           | –                          | 153    |
| 2015 | 02                            | 076                          | –                                          | 5                          | 2                           | 2                          | 087    |
| 2016 | –                             | 074                          | –                                          | 3                          | –                           | 1                          | 079    |

Im Jahr 2015 wurde im Oberhafen das 400 Tonnen schwere Mittelstück der rekonstruierten Freybrücke vorproduziert. Am 3. Juni 2016 wurde es von dort auf einem Ponton zur Baustelle gebracht und mit Hilfe von Litzenhebern eingehängt.

## Sonstige Nutzung
Im Oberhafen befindet sich seit 1986 eine Fabrik für Kosmetik und Reinigungsmittel. Plangemäß sollte im August 2016 auf dem Gelände für drei Jahre ein Containerstandort als Flüchtlingsunterkunft zur Unterbringung von 500 Flüchtlingen eröffnet werden. Nach der Fertigstellung der Unterkunft im November 2016 wurden allerdings erhebliche Mängel festgestellt, so dass die Nutzung erst im Juni 2017 aufgenommen werden konnte.

## Ausbaupläne
Die BEHALA plante schon 2010 im Bereich des Oberhafens eine Stückgutlagerhalle mit Gleis- und Wasseranbindung. Für einen späteren Zeitpunkt war außerdem der Bau eines Containerterminal mit einer Stellplatzkapazität von 2500 TEU und einer Containerbrücke geplant. Aus der Sicht des Jahres 2016 bestanden jedenfalls Pläne für den Bau eines neuen Bahnübergangs über die Schulenburgstraße zum Oberhafen, die Verlegung neuer Gleise im Oberhafen und an den Kaianlagen im Ober- und Unterhafen, und für die Errichtung einer Gleisverbindung zwischen Ober- und Unterhafen im Kaibereich. 2017 wurde mitgeteilt, die Pläne für ein Containerterminal seien inzwischen wegen der nahen Wohnbebauung aufgegeben worden. Man plant nun aber konkreter den Bau einer Stückgutlagerhalle für schwere Stückgüter von 30 bis 50 Tonnen Gewicht direkt am Havelufer, sobald die Flüchtlingsunterkunft Ende 2019 schließt.
Zum Schutz des laufenden Hafenbetriebes und der geplanten Entwicklung ist die Behala gerichtlich gegen Wohnbebauung auf der gegenüberliegenden Westseite der Havel vorgegangen.
Der Berliner Senat sieht im Oberhafen „die letzte verbleibende Potenzialfläche in sinnvollem Flächenzuschnitt in einem öffentlichen Binnenhafen im Land Berlin“. Besondere Potenziale ergeben sich daraus, dass der Südhafen Spandau direkt an der Unteren Havel-Wasserstraße als Teil des Verkehrsprojekt Deutsche Einheit Nr. 17 liegt, das eine durchgehende Verbindung für Großmotorgüterschiffe vom Dortmund-Ems-Kanal bis Berlin schaffen soll. Auch für Schiffe aus Hamburg und über die Havel-Oder-Wasserstraße aus Stettin ist der Südhafen jeweils der erste Hafen, der auf Berliner Gebiet erreicht wird. Die Nutzung der Berliner Stadtschleusen ist aus diesen Richtungen jeweils nicht erforderlich.
Das Bezirksamt Spandau sieht die Ausbaupläne kritisch. Zuletzt mit Beschluss vom 17. März 2015 wurde die Aufstellung eines Bebauungsplanes vorangetrieben, der den überwiegenden Teil des Oberhafens als Mischgebiet festsetzen sollte, sodass unmittelbar angrenzend ein Wohngebiet entstehen können sollte. Nachdem die geplante Entwicklung durch Senat und BEHALA nicht unterstützt wurde, erschien eine Umsetzung nicht mehr möglich, das Verfahren wurde daraufhin am 27. Januar 2016 eingestellt. Nachdem die Pläne der BEHALA für eine Stückgutlagerhalle im Jahr 2017 wieder konkreter geworden sind, hat sich das Bezirksamt gegenüber der Senatsverwaltung für eine Wohnnutzung der Fläche ausgesprochen.

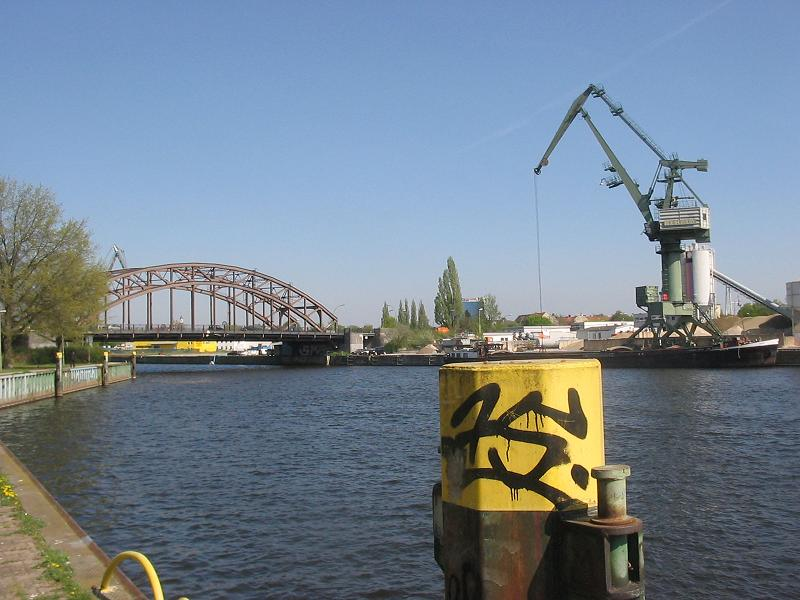
Südhafen mit Schulenburgbrücke (Unterhafen)
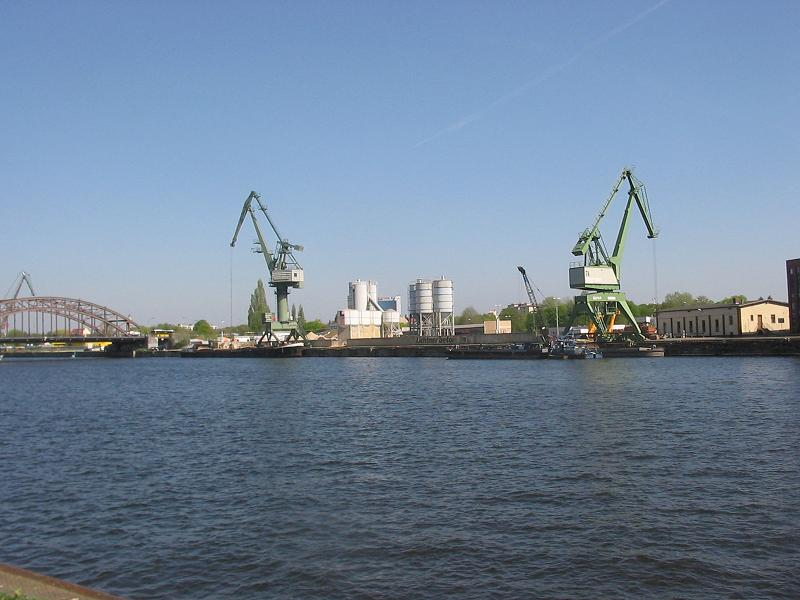
Südhafen mit Schulenburgbrücke (Unterhafen)
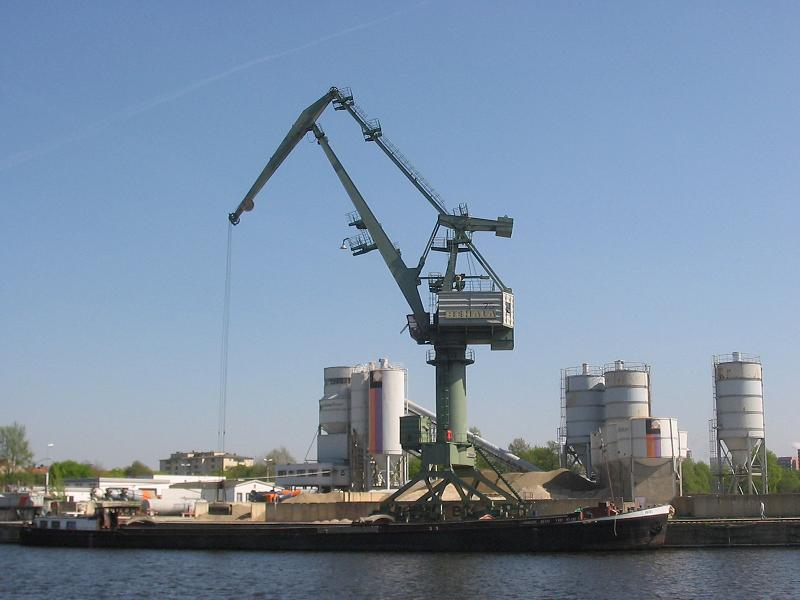
Ladekran im Südhafen (Unterhafen)
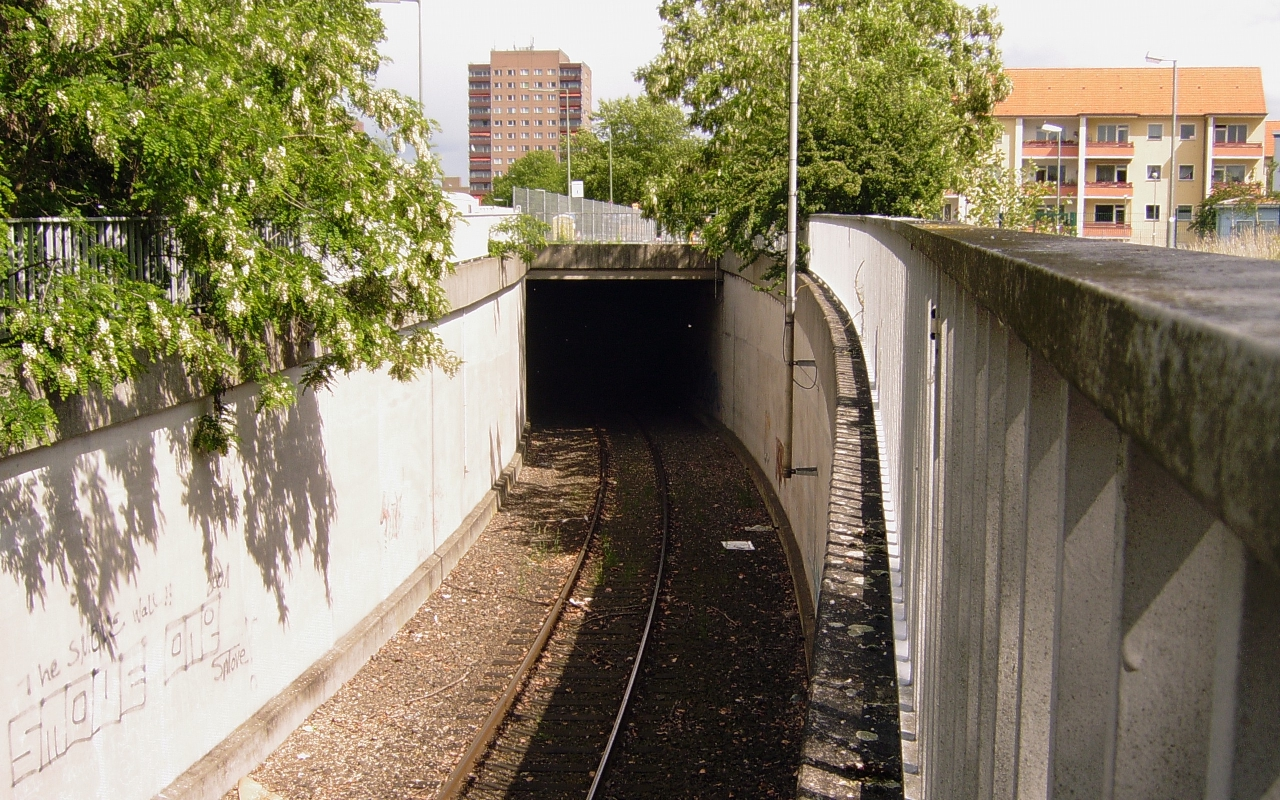
Tunnel mit Anschlussgleis zum Güterbahnhof Ruhleben
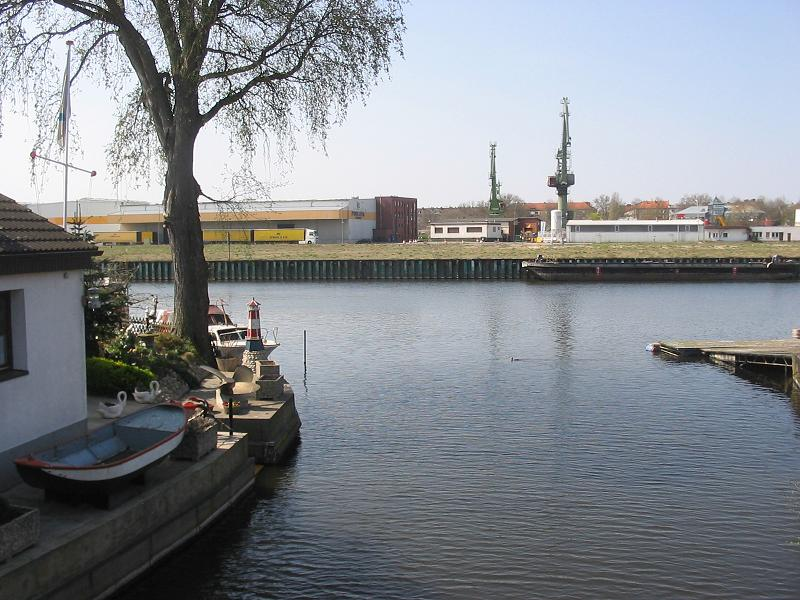
Blick auf Unterhafen von Tiefwerderbrücke
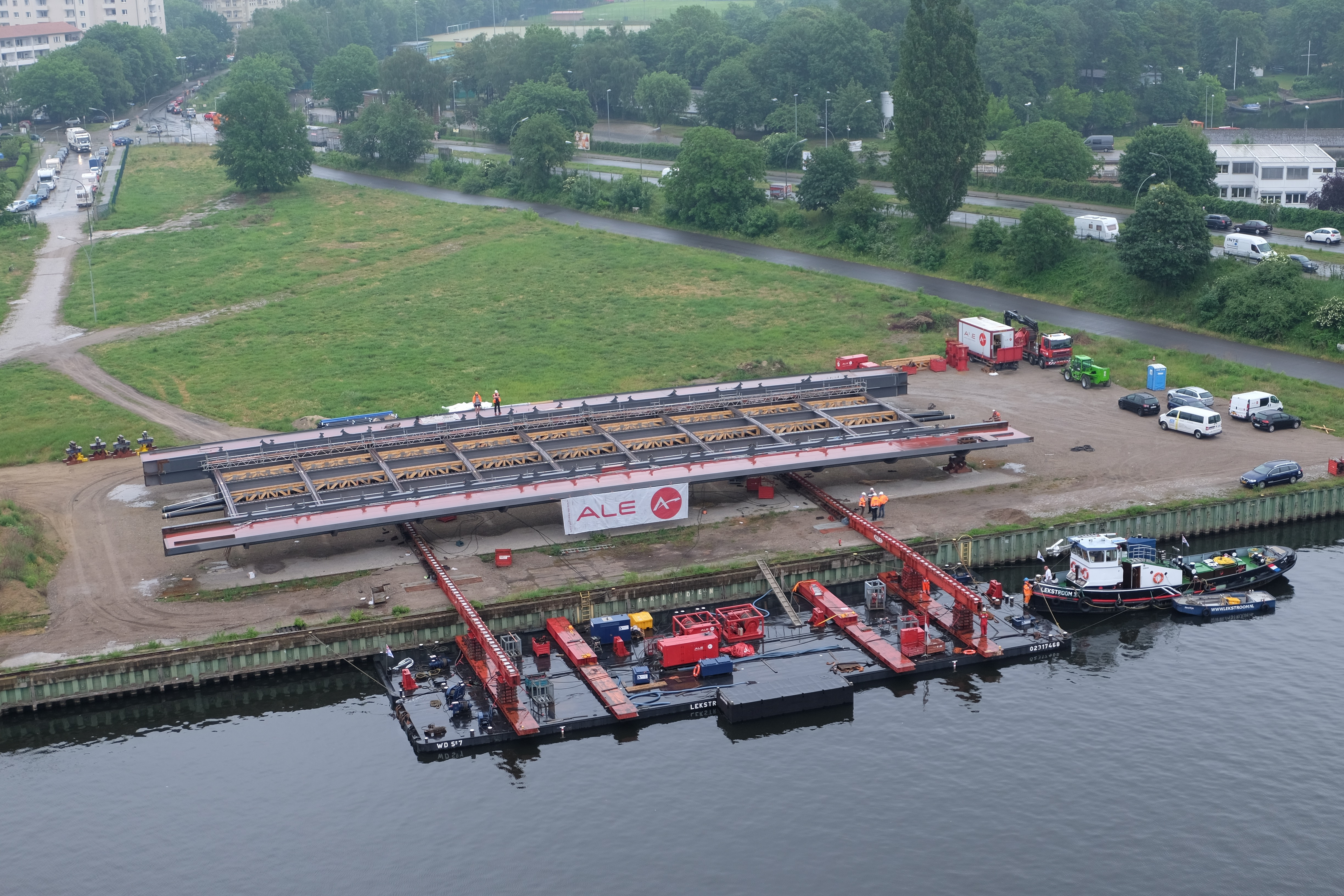
Oberhafen mit Freybrücke (von Westen)
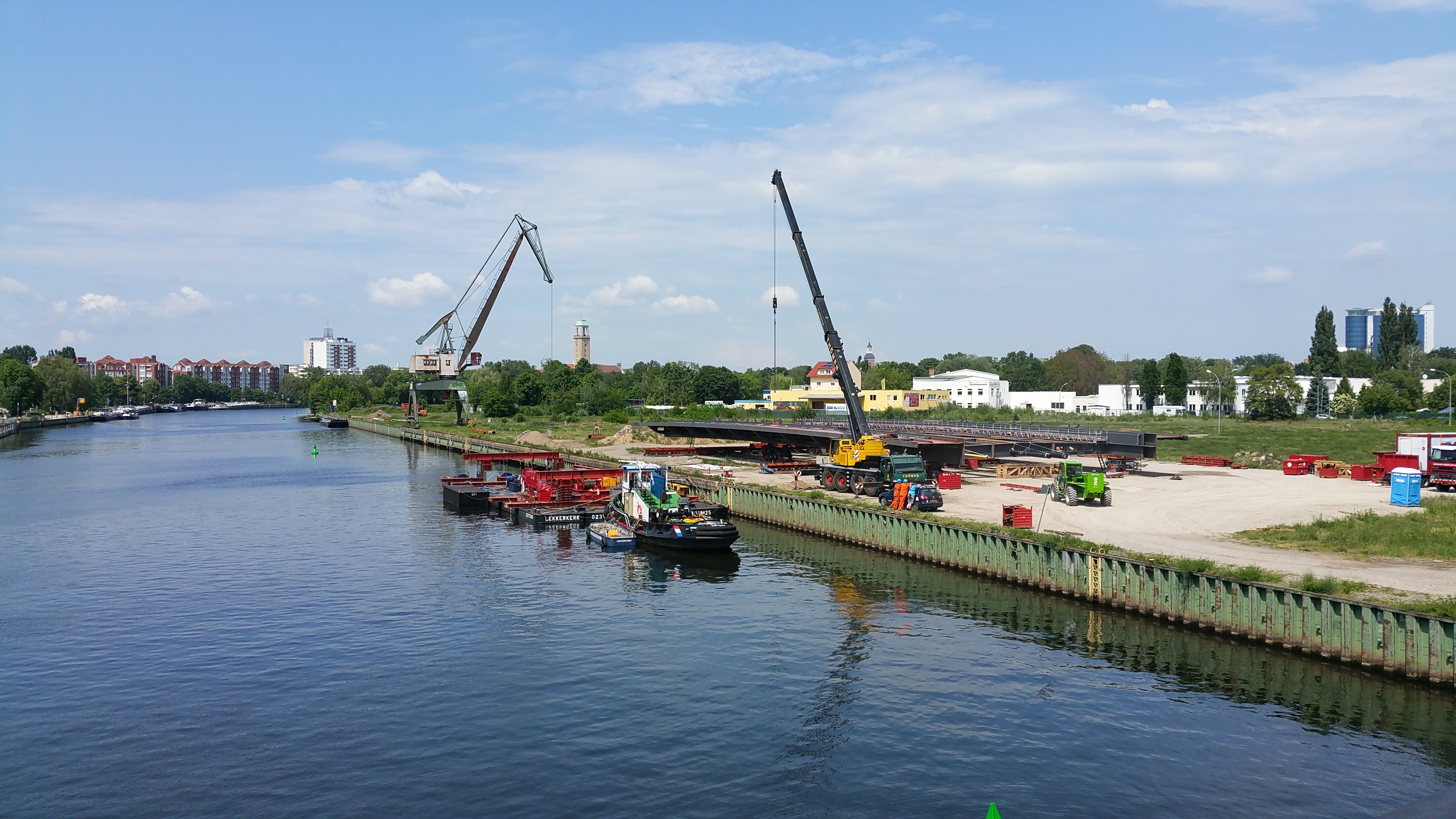
Oberhafen mit Freybrücke (von Süden)
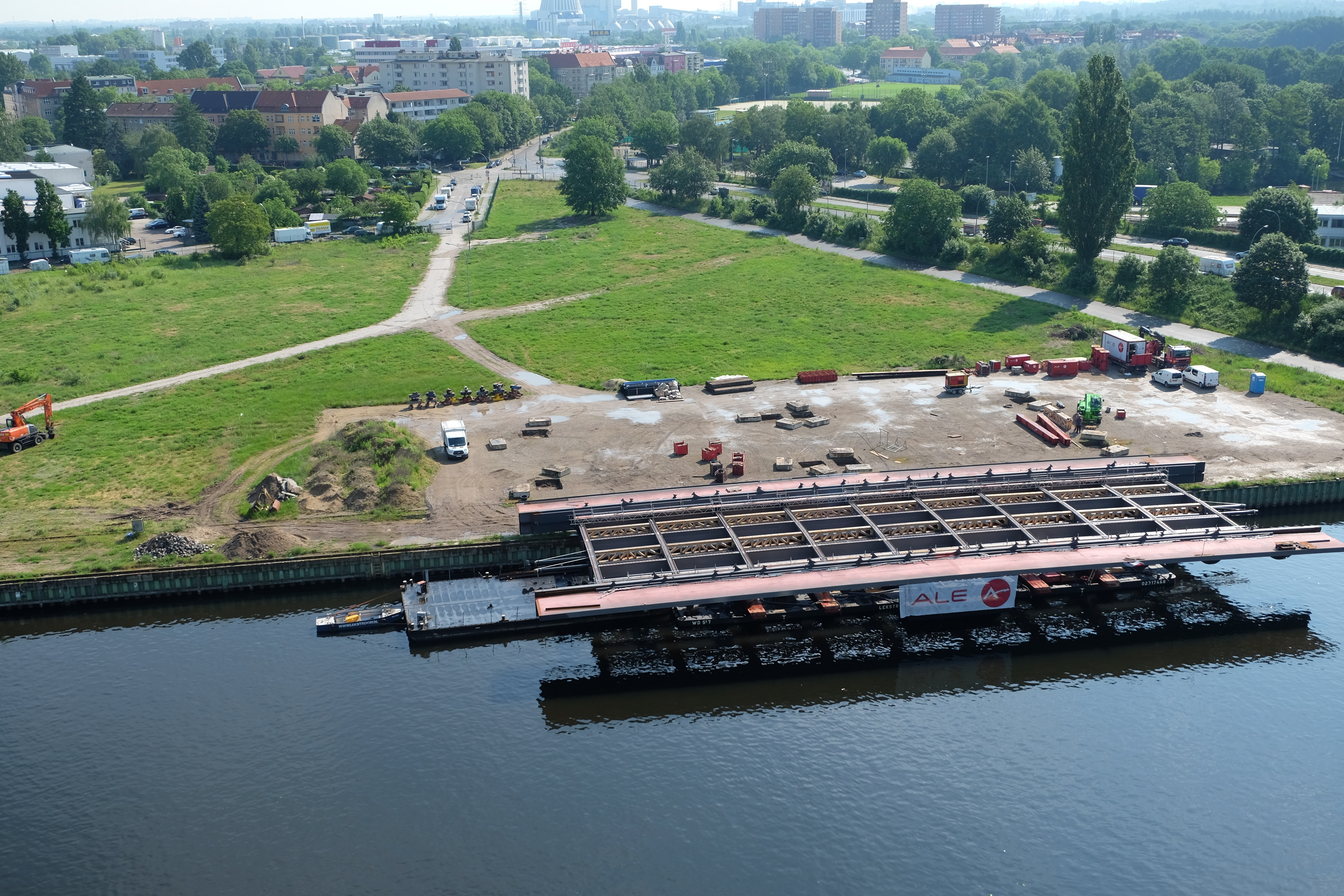
Oberhafen Freybrücke ist verladen (von Westen)
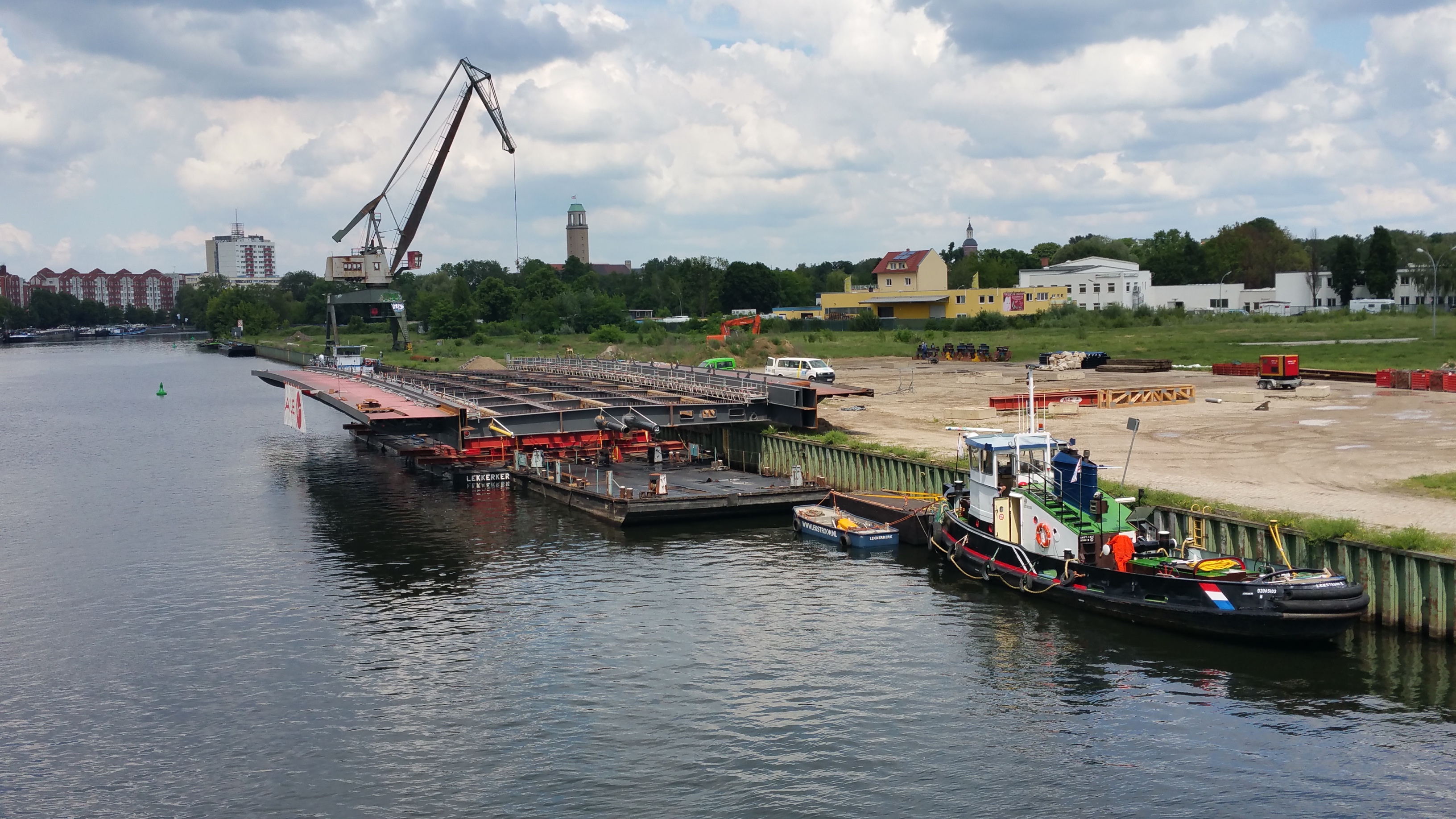
Oberhafen Freybrücke ist verladen (von Süden)